# 群馬県道241号嬬恋応桑線
群馬県道241号嬬恋応桑線（ぐんまけんどう 241ごう つまごいおおくわせん）は、群馬県吾妻郡嬬恋村芦生田から同郡長野原町応桑までを結ぶ県道である。元々この道路は嬬恋村道・長野原町道であったが、昭和40年代の初めに県道に昇格した。

## 概要
国道144号（国道406号）と国道146号を結ぶ県道。全線中之条土木事務所が管理している。

### 路線データ
- 起点：群馬県吾妻郡嬬恋村芦生田（国道144号、国道406号交点）
- 終点：群馬県吾妻郡長野原町応桑（応桑交差点、国道146号交点）
- 実延長：6.1328km[2]

## 歴史

### 年表
- 2017年（平成29年）3月28日
  - 吾妻郡嬬恋村大字芦生田字川原552番の41地先から同552番の57地先まで（112.9m）の幅員が拡幅された[3]。

## 路線状況
起点と終点付近はセンターラインのある2車線の道路となっている。

### 交通量
24時間交通量（台）　道路交通センサス
| 区間        | 平成22（2010）年度 | 平成27（2015）年度 |
| ----------- | ------------------ | ------------------ |
| 起点 - 終点 | 1,653              | 1,493              |

（出典：「平成27年度全国道路・街路交通情勢調査 一般交通量調査 箇所別基本表」（群馬県ホームページ）より一部データを抜粋して作成）

## 地理

### 通過する自治体
- 群馬県
  - 吾妻郡嬬恋村 - 長野原町

### 接続する道路
- 国道144号、国道406号 - 嬬恋村芦生田（起点）
- 国道146号 - 長野原町応桑（終点）